# 林泉寺 (米沢市)

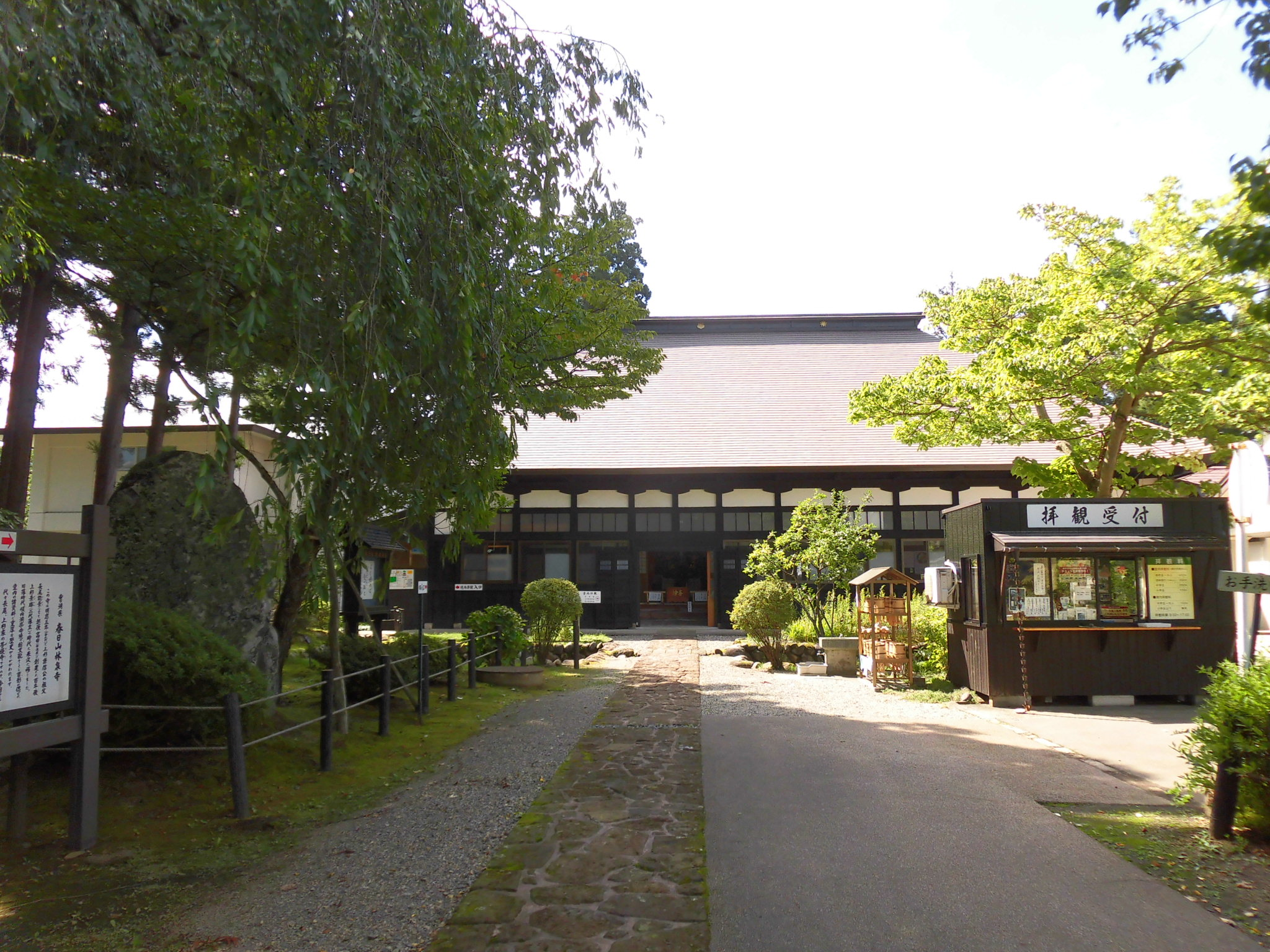
門内の様子

林泉寺（りんせんじ）は、山形県米沢市にある曹洞宗の寺院。山号は春日山（かすがさん）。米沢藩上杉家の菩提寺であり、また同藩士直江兼続の菩提寺でもある。江戸時代初期に上杉家が移封先の米沢城下に建立した。なお、上杉家は前身の長尾氏の時代にも、居城・春日山城の山麓に同名の春日山林泉寺を建立しており、こちらも今日まで新潟県上越市に存在する。

## 歴史
上杉家の本拠地があった春日山城（現在の新潟県上越市）の山麓に建立された林泉寺を元としている。関ヶ原の戦いの後に米沢に移った上杉景勝の実母（上杉謙信の姉、長尾政景の妻）仙洞院（仙桃院とも呼ばれる）が元和3年（1617年）に林泉寺14世・万安大悦を招聘して同号の寺を建立された。
上杉家の転封にともない謙信の遺骸、上杉家関係の文書、重宝の大半が米沢に移された。林泉寺もこれに従って移転したとされる。
謙信の遺骸は慶長17年（1612年）に米沢城本丸内に設けられた堂に安置され城内に建立された真言宗寺院21か寺によって守護されたため林泉寺は謙信廟所ではなくなったが、藩主上杉家の菩提寺として尊崇された。また、歴代藩主の墓は廟所が別個に造営されたために寺内には設けられなかったものの、藩主の正室や子女の墓が安置されるとともに上杉家代々の菩提寺であったことから米沢藩内では大きな影響力を持ち、寛文4年（1664年）には当時米沢藩を構成していた3郡（置賜・信夫・伊達郡）の僧録に任じられた。僧録の役割はあくまでも曹洞宗の諸寺に対する統制であったが、実際には藩内の全ての宗派・寺院に対して統制を加えることが可能であったと言われている。
寛永14年（1637年）、絶家となっていた重臣直江氏の菩提寺であった徳昌寺と僧録の地位をめぐって争った結果、徳昌寺は廃絶となり住職は越後時代の所在地である与板（現在の新潟県長岡市）に追放された。徳昌寺の寺域は林泉寺に併合され、米沢藩は徳昌寺にあった直江兼続夫妻の墓を林泉寺が管理することと決めた。このため、林泉寺は兼続夫妻の墓を林泉寺内に改葬した。正徳元年（1711年）には春日山城跡地にあった春日社を寺内に移して「明神堂」を建立している。現在でも庭園は「米沢三名園」の1つに数えられている。
伽藍は越後林泉寺の古規にしたがい元和5年（1619年）に境内整備を完了した。享保17年（1732年）の火災により伽藍の大半が焼失したが、その後元文5年（1740年）に再建され現在に至っている。
現在の林泉寺境内には仙洞院、武田信玄の娘で景勝正室の菊姫をはじめとする歴代藩主の夫人、菊姫の弟で上杉家に仕えた武田信清などの上杉家の子女・縁者や、分家である米沢新田藩の歴代藩主、米沢藩重臣の墓がある。また上杉治憲（鷹山）側室お豊の方の墓も林泉寺境内に設けられ、景勝側室の墓も寛永6年（1629年）4月、米沢極楽寺に移葬されるまでは林泉寺にあった。

## 境内
山門を入ると正面に本堂があり、300円で宝物館と共に拝観できる。本堂の裏には庭園が広がり、山門から見て左側には墓地が広がる。右側には参拝客用の駐車場と御手洗がある。
墓地
- 仙桃院
- 菊姫を始めとした藩主夫人
- 吉井（上杉）信謹
- 直江兼続、お船の方夫妻
- 武田信清一族
- 長尾権四郎一族:長尾景広子孫
- 長尾景貞 - どの系統の長尾氏か不明。明治28年（1895年）9月16日没。
- 水原親憲
- 甘粕景継
- 能登畠山氏一族:畠山景広子孫
- 二本松氏一族
- 吉江宗信一族
- 富所伯耆守一族
- 黒金泰忠
- 新見弥七郎
- 新津左近
- 吉川惣兵衛
- 松木魯堂:私学臨雲堂を赤湯に開く。
- 秋山源蔵:上杉謙信股肱の臣。
- 三俣政吉
- 小田切寒松軒
- 滝川喜六:洋学舎の英語教師。明治4年（1871年）4月4日没。

他にも米沢藩士の朝岡氏、福島氏、草間氏の墓所がある。